# Louis de La Forge
Ne doit pas être confondu avec Louis Laforge.
Louis de La Forge, né le 24 novembre 1632 à La Flèche et mort en 1666 à Saumur, est un philosophe français.

## Biographie
Fils d’un médecin et lui-même docteur en médecine, La Forge était un ami de Descartes dont il adopta le système.
Théoricien de l’occasionnalisme, il se montra l’un des plus habiles interprètes de cette doctrine qui en vint à dominer le cartésianisme dans son Traité de l'esprit de l'homme, de ses facultés, de ses fonctions et de son union avec le corps, d’après les principes de Descartes (Amsterdam, 1664, in-4°), où il explique la relation de l’âme au corps comme œuvre de la volonté divine et, de façon semblable, l’interaction entre les deux, à l’exception des mouvements qui dépendent de la volonté qu’il considère comme volontaires. L’âme humaine, en conséquence, apparaît comme production et cause immédiate de toutes les actions (mouvements) conscientes et volontaires ; Dieu est, en revanche, la production et la cause immédiate de tous les processus inconscients et involontaires.
L’impression corporelle ne peut pas causer la conception de ces derniers, mais seulement inciter Dieu à les causer, et réciproquement. La Forge accepte donc l’occasionalisme sauf dans le cas des mouvements dits volontaires. Si ceux-ci ne sont, en fait, pas volontaires, et s’ils sont aussi indépendants de la volonté qu’ils le sont de la connaissance, alors il faut en conclure que la volonté humaine ne cause aucune action corporelle d’aucune sorte et mettre la théorie occasionaliste en œuvre sur une base dualiste.

## Aux sources du «paradigme technocratique»
Le théologien catholique Fabien Revol cite Louis de la Forge comme un des premiers zélateurs de la pensée cartésienne, et comme faisant partie des sources du « paradigme technocratique » dénoncé par le pape François dans l'encyclique Laudato si' (2015).

## Référence
- Paul Mouy, Le Développement de la physique cartésienne (1646-1712), Paris, éditions Vrin, 1934 (réimpr. 2006)
- Jacques Isolle, Le XVIIe siècle, 1971, n° 92, « Un Disciple de Descartes : Louis de La Forge », p. 98-131
- Annie Bitbol-Hespériès, article Louis de La Forge dans The Cambridge Descartes Lexicon, édité par Lawrence Nolan, Cambridge University Press, 2016, p. 429-430

## Source
- Gustave Vapereau, Dictionnaire universel des littératures, Paris, Hachette, 1876, p. 1165